# Ciaran Power
Ciarán Power, född 8 maj 1976 i Waterford i Irland, är en irländsk före detta professionell tävlingscyklist. Under hans sista säsong, 2008, tävlade han för Pezula Racing Team efter att ha tävlat för det numera nedlagda stallet Navigators Insurance Cycling Team under fem år. Powers proffskarriär startade 2000 i det numera nedlagda stallet Linda McCartney Cycling Team, då han bland annat fick cykla Giro d'Italia. 
Under 1999 hann Power med att vinna U23-mästerskapen på landsväg i Irland. Samma år säkrade han också en plats till de Olympiska sommarspelen 2000 efter att ha slutat trea i världsmästerskapen för Elite B-cyklister i Montevideo, Uruguay. Power slutade 74:e plats i de Olympiska sommarspelen i Sydney 2000. Han har senare också cyklat i Olympiska sommarspelen 2004, där han slutade på 13:e plats.

## Meriter
2002 – Navigators Insurance Cycling Team
FBD Milk Ras
2003 – Navigators Insurance Cycling Team
Etapp 3, FBD Milk Ras
Etapp 7, FBD Milk Ras
2004 – Navigators Insurance Cycling Team
Etapp 5a, GP Cycliste de Beauce
13:e, Olympiska sommarspelen 2004 Herrarnas linjelopp
2006 – Navigators Insurance Cycling Team
Etapp 4, FBD Milk Ras
Etapp 7, FBD Milk Ras
Mengoni Cup
2007 – Navigators Insurance Cycling Team
Irländska nationsmästerskapen - Kriterium
4:a, Rund um Köln
2008 Pezula Racing Team
East Midlands International Cycle Classic
1:a, Ras Mumhan 
3 etappvinster
Poängtävlingen

## Stall
- Linda McCartney Racing Team 2000
- Saint Quentin-Oktos 2001
- Navigators Insurance Cycling Team 2002–2007
- Pezula Racing Team 2008